# Championnats d'Europe de boxe amateur 1969
Navigation
Édition précédente Édition suivante
La 18e édition des championnats d'Europe de boxe amateur s'est déroulée à Bucarest, Roumanie, du 30 mai au 8 juin 1969. 

## Résultats

### Podiums
| Catégories                    | Or                  | Argent           | Bronze                              |
| Poids mi-mouches (-48 kg)     | György Gedó         | Franco Udella    | Roman Rożek José Escudero           |
| Poids mouches (-51 kg)        | Constantin Ciucă    | Nikolay Novikov  | Artur Olech Filippo Grasso          |
| Poids coqs (-54 kg)           | Aurel Dumitrescu    | Aldo Cosentino   | Mickey Piner Michael Dowling        |
| Poids plumes (-57 kg)         | László Orbán        | Seyfi Tatar      | Ivan Michailov Allan Richardson     |
| Poids légers (-60 kg)         | Calistrat Cuțov     | Stoyan Pilichev  | Ryszard Petek Sergey Lomakin        |
| Poids super-légers (-63,5 kg) | Valeriy Frolov      | Petar Stoitchev  | Bogdan Jakubowski Battista Capretti |
| Poids welters (-67 kg)        | Günther Meier       | Victor Zilberman | Vladimir Musalimov Ivan Kiryakov    |
| Poids super-welters (-71 kg)  | Valeriy Tregubov    | Bruno Facchetti  | Tom Imrie Ion Covaci                |
| Poids moyens (-75 kg)         | Vladimir Tarassenko | Mate Parlov      | Simeon Georgiev Reima Virtanen      |
| Poids mi-lourds (-81 kg)      | Danas Pozniakas     | Ion Monea        | Ralf Jensen Jürgen Schlegel         |
| Poids lourds (+81 kg)         | Ion Alexe           | Kiril Pandov     | Ludwik Denderys Peter Hussing       |

### Tableau des médailles
| Place | Pays                 | Médaille d'or, Europe | Médaille d'argent, Europe | Médaille de bronze, Europe | Total |
| ----- | -------------------- | --------------------- | ------------------------- | -------------------------- | ----- |
| 1     | Roumanie             | 4                     | 2                         | 1                          | 7     |
| 2     | Union soviétique     | 4                     | 1                         | 2                          | 7     |
| 3     | Hongrie              | 2                     | 0                         | 0                          | 2     |
| 4     | Allemagne de l'Ouest | 1                     | 0                         | 1                          | 2     |
| 5     | Bulgarie             | 0                     | 3                         | 3                          | 6     |
| 6     | Italie               | 0                     | 2                         | 2                          | 4     |
| 7     | France               | 0                     | 1                         | 0                          | 1     |
| 7     | Turquie              | 0                     | 1                         | 0                          | 1     |
| 7     | Yougoslavie          | 0                     | 1                         | 0                          | 1     |
| 10    | Pologne              | 0                     | 0                         | 5                          | 5     |
| 11    | Angleterre           | 0                     | 0                         | 2                          | 2     |
| 12    | Danemark             | 0                     | 0                         | 1                          | 1     |
| 12    | Finlande             | 0                     | 0                         | 1                          | 1     |
| 12    | Allemagne de l'Est   | 0                     | 0                         | 1                          | 1     |
| 12    | Irlande              | 0                     | 0                         | 1                          | 1     |
| 12    | Écosse               | 0                     | 0                         | 1                          | 1     |
| 12    | Espagne              | 0                     | 0                         | 1                          | 1     |
| Total | 17 pays médaillés    | 11                    | 11                        | 22                         | 44    |